# Laigné
Laigné är en kommun i departementet Mayenne i regionen Pays de la Loire i nordvästra Frankrike. Kommunen ligger i kantonen Château-Gontier-Ouest som tillhör arrondissementet Château-Gontier. År 2018 hade Laigné 842 invånare.

## Befolkningsutveckling
Antalet invånare i kommunen Laigné
| Referens: INSEE |